# Parochiepolder
De Parochiepolder is een polder tussen Schoondijke en Breskens, 400 m ten zuiden van Kruisdijk, behorende tot de Catspolders.
Oorspronkelijk lag hier het haventje van Baarzande, gelegen aan het Nieuwerhavense Gat. Dit haventje was voorzien van een spuikom. Deze werd in 1635 afgesloten en ingedijkt door de parochie van Groede, waarmee de Hervormde gemeente zal zijn bedoeld. De polder is 13 ha groot.
De polder ligt ten oosten van de Rijksweg en ten zuiden van de Middendijk.